# José Antonio Boix González
José Antonio Boix González   (Peníscola, 8 d'agost de 1950 - 26 de gener de 2006) fou un polític valencià, diputat a les Corts Valencianes durant la II Legislatura.
Treballà com a professor d'Educació General Bàsica al col·legi La Salle de Benicarló.
A les eleccions municipals espanyoles de 1983 fou escollit regidor de l'ajuntament de Peníscola per Alianza Popular, partit del que fou president local i del Baix Maestrat i membre del comitè executiu de la província de Castelló i del País Valencià. Fou elegit diputat a les eleccions a les Corts Valencianes de 1987 i formà part com a vocal de la Comissió de Governació i Administració Local i de la Comissió d'Educació i Cultura de les Corts Valencianes.
A 1991 va ser un del fundadors i cap de llista de "Agrupación Democrática Peñíscolana", un partit independent d´àmbit local que es va presentar a les eleccions locals de Peníscola de 1991, aconseguint 214 vots (9,99%) i un regidor. Aquest regidor va ser clau per a donar l'alcaldia a Ricardo Albiol Martín (PP), la primera vegada que el PP accedia a l'alcaldia del municipi .
Després de 12 anys d´activitat, a 1995 va deixar la política per a continuar amb la docència, que mai abandonà.